# Tajan Mali
Tajan Mali je otok v Jadranskem morju in je del otočja Lastovci. Pripada Hrvaški. Nahaja se približno 6,6 km severovzhodno od Lastova, najbližji otok pa je Tajan Veliki, približno 200 m zahodno.
Njegova površina je 1002 m2 in se dviga 2 metra od morja.